# Guillaume Berthelot
Guillaume Berthelot (Parigi, 1580 – 1648) è stato uno scultore francese.

## Biografia
Studiò arte a Parigi in un periodo storico definito come secondo Rinascimento, durante il quale si introdussero molti elementi derivati dalla classicità greco-romana.
Ben presto si trasferì a Roma, proprio in coincidenza della fase ultimativa dei lavori alle cappelle Sistina e Paolina presso Santa Maria Maggiore.
Lo scultore frequentò gli ambienti artistici di Domenico Fontana, dai quali apprese le linee anticipatrici del Barocco, come il gusto di una monumentalità rigorosa.
Si lasciò influenzare dalla corrente lombarda e dalla tendenza alla decorazione fastosa, impreziosita dall'uso di materiale pregiato, costituito da agate e ametiste.
La sua opera più celebre è la statua in bronzo della Madonna eretta, per decisione di papa Paolo V, presso la piazza di Santa Maria Maggiore.
Tra le altre sue opere si ricordano anche il Crocefisso di legno nella Chiesa Nuova, una Madonna col Bambino eretta sul piazzale della Basilica di Santa Maria Maggiore, due Angeli in bronzo per la Cappella Paolina all'interno della basilica, un San Paolo per la loggia di Urbano VIII al Palazzo del Quirinale, un Angelo per il palazzo della Scala Regia.
Ha anche partecipato al restauro del famoso Gladiatore Borghese, che era stato scoperto di recente.
Una volta rientrato a Parigi nel 1618, prestò i suoi servigi al cardinale Richelieu e a Maria de' Medici. 
In particolare, creò trenta sculture per il Palazzo del Lussemburgo e i suoi giardini: nel 1622, Maria de Medici gli affidò l'esecuzione di otto sculture per la cupola del padiglione d'ingresso del Palazzo. Il programma, inizialmente era orientato alla rappresentazione delle grandi regine della Storia (Olimpia, Livia, Bianca di Castiglia,etc.), e fu successivamente modificato a favore di figure di virtù allegoriche. Berthelot quindi realizzò Giustizia, Carità, Prudenza, Saggezza, Forza, Abbondanza, Temperanza e Fede. In seguito scolpirà quattro "Muse" per la facciata del cortile principale: Astronomia, Poesia Lirica, Eloquenza e Storia. 
Nel 1626 realizzò un primo ritratto di Luigi XIII, commissionato da Richelieu al castello di Limours, poi un secondo nel 1635 per l'entrata del castello di Richelieu.
Nel 1624 è stato anche il responsabile per i due angeli in bronzo dorato per l'altare maggiore dei Carmélites de l'Annonciation, a Notre Dame-des-Champs di Parigi. È anche accreditato per il busto in marmo di Gaston d'Orléans conservato al Museo del Louvre.
Famoso per le sue statue tombali e per i fregi che indicarono la tendenza dello scultore al realismo frammisto ad un eclettismo non scevro di qualche elemento accademico.

## Opere principali
- Due angeli, bronzo, Basilica di Santa Maria Maggiore
- Statua della Vergine col Bambino della Colonna della Pace davanti alla Basilica di Santa Maria Maggiore
- San Paolo, Roma, Palazzo del Quirinale (anche detto "Monte Cavallo")
- Crocefisso, Roma, Chiesa di S. Maria in Vallicella o Chiesa Nuova
- Gli Apostoli e Gli Evangelisti, Parigi, Chiesa della Sorbona
- La Preghiera, 1625, Lèves, ospedale di Aligre
- Il Vigore, intorno 1625, Lèves, ospedale di Aligre
- Il Silenzio, a 1625, Parigi, Giardini del Lussemburgo
- Busto di Gaston d'Orleans, circa 1625, marmo, Parigi, Museo del Louvre (attribuito)
- Tomba di Charles Choiseul-Praslin, 1628, Troyes, Museo di Belle Arti
- Tombe di Jean-Baptiste Legoux di Berchère e Marguerite Brûlart, 1633, Digione, Cattedrale di Saint Benigne
- Statua di Luigi XIII vittorioso 1635, Poitiers, Museo della Città di Poitiers e la Società di Antiquariato dell'Occidente

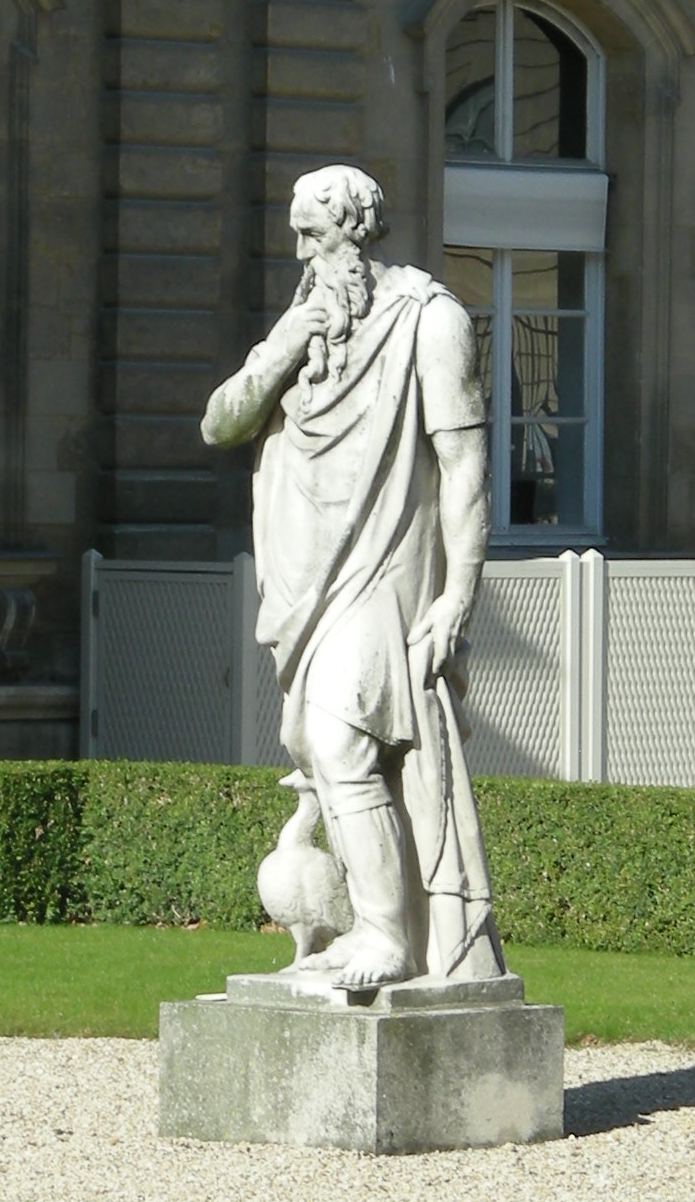
Il Silenzio, marmo, Parigi, Giardino di Lussemburgo
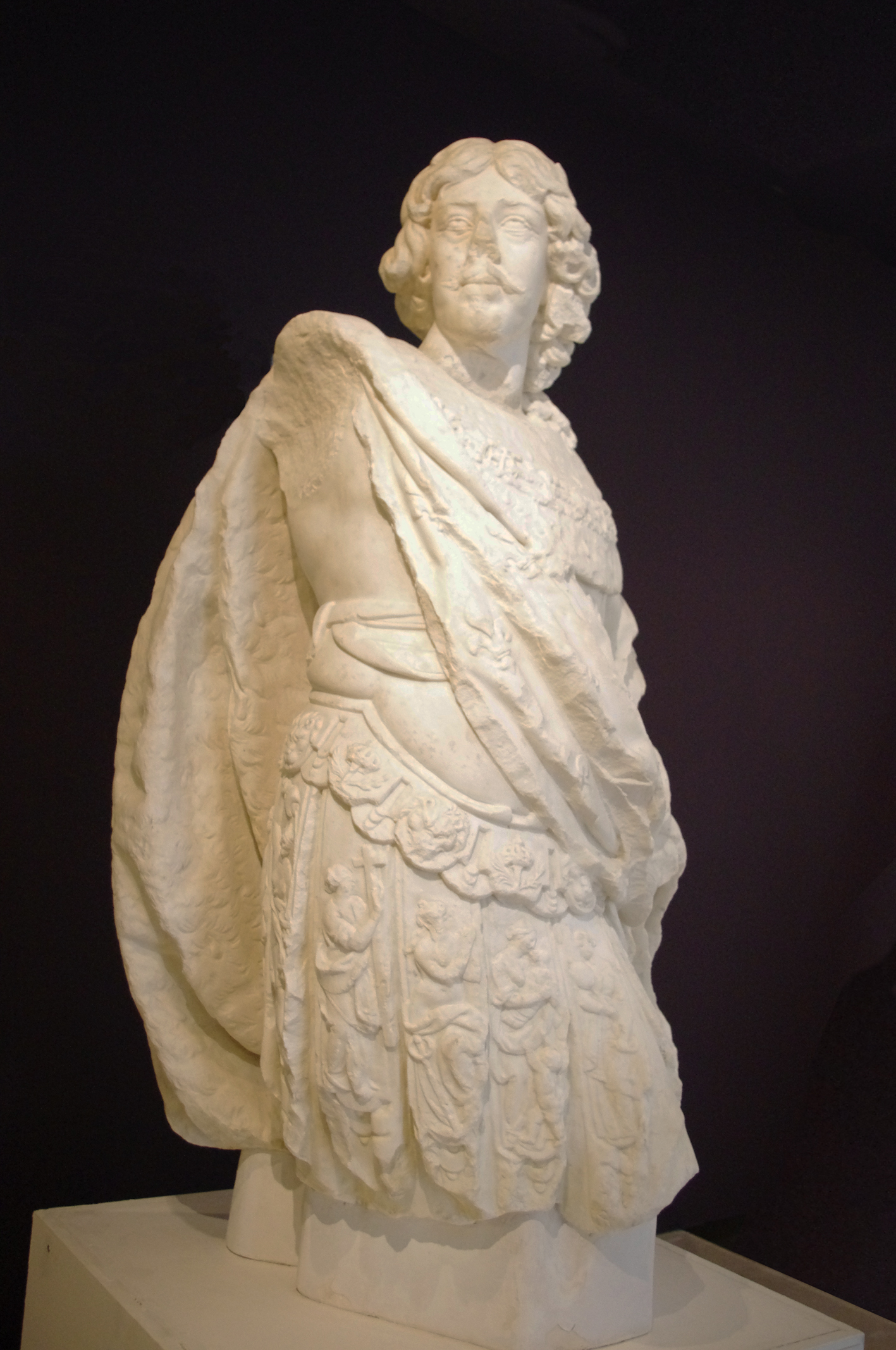
Luigi XIII vittorioso, 1635, marmo, Poitiers, museo della Société des Antiquaires de l'Ouest
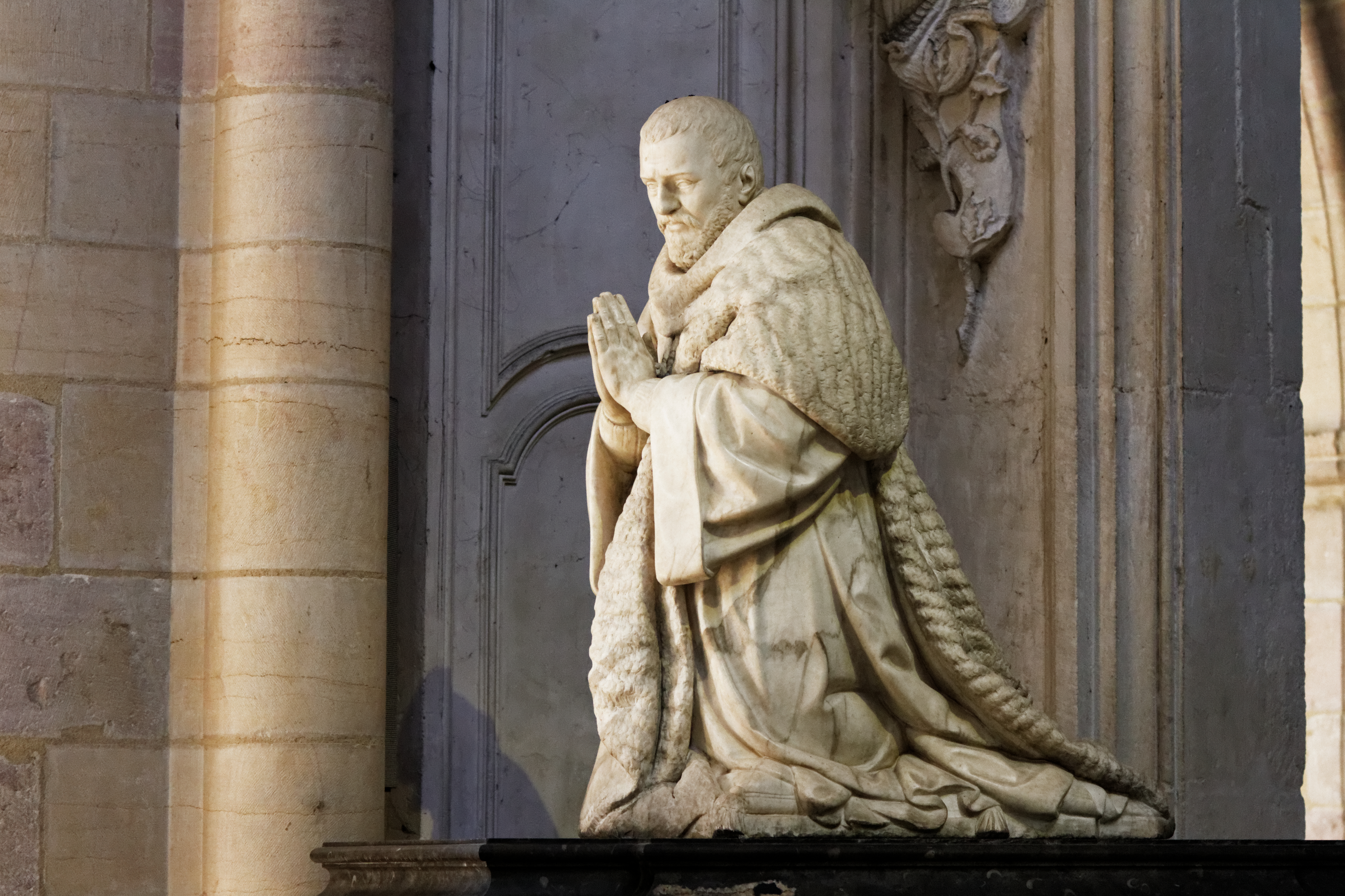
Preghiera di Jean-Baptiste Legoux de la Berchère, 1633, marmo, Digione, cattedrale Saint-Bénigne
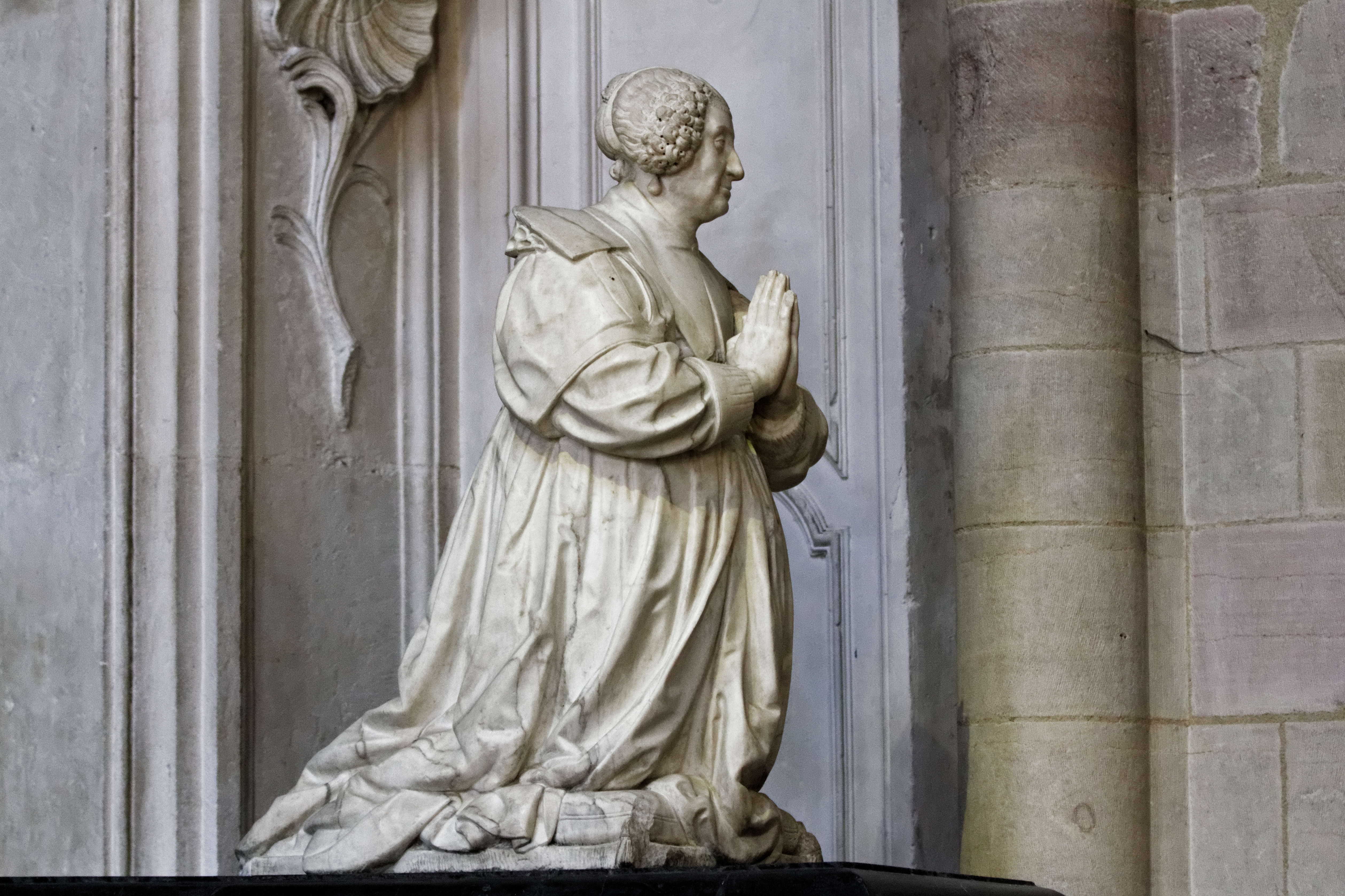
Preghiera di Marguerite Brûlart, 1633, marmo, Digione, cattedrale Saint-Bénigne
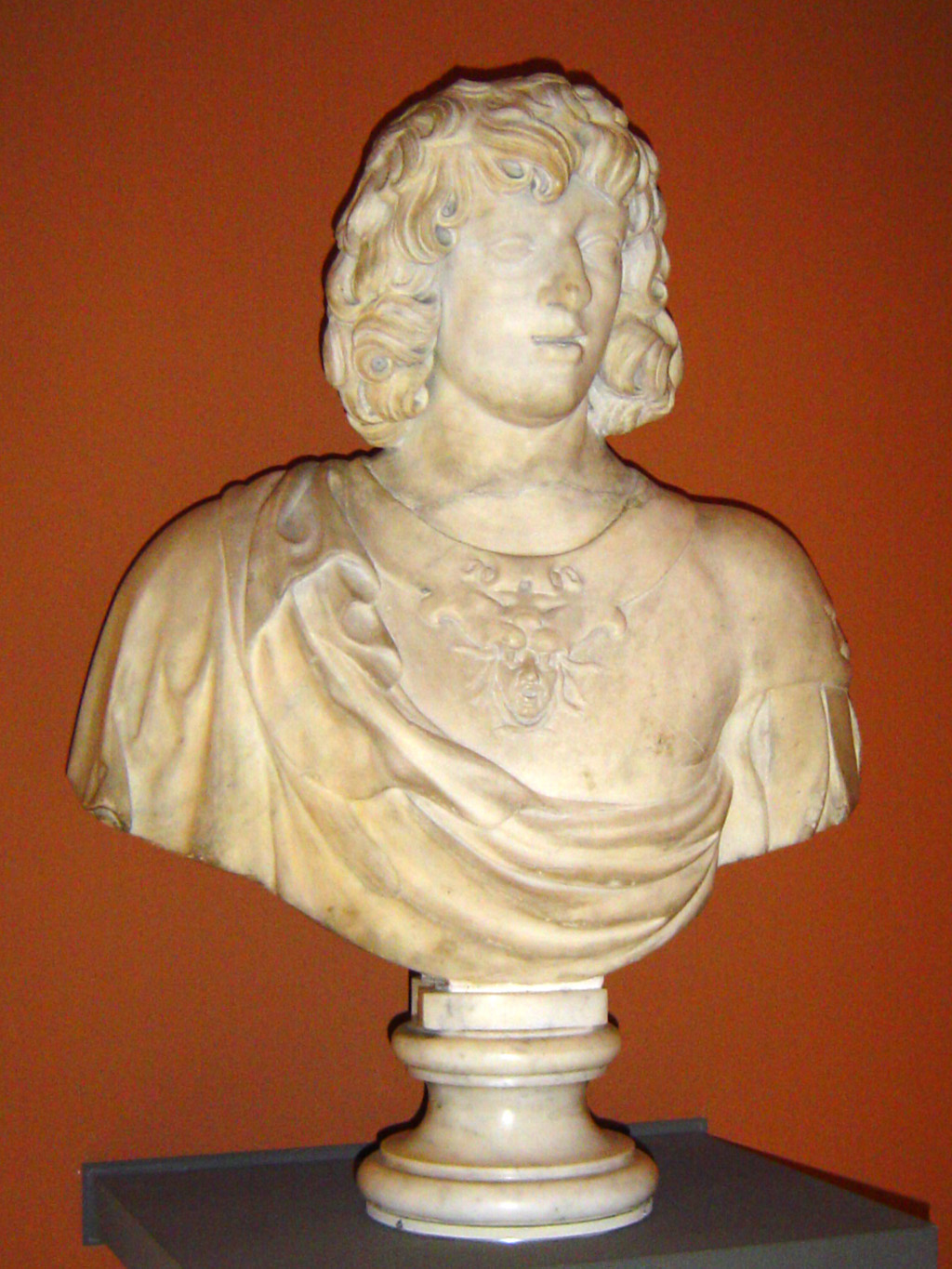
Busto di Gaston d'Orléans, circa 1625, marmo, Parigi, museo del Louvre (attribuito)